# Ансип, Генрих Янович
Генрих Янович Ансип (эст. Heinrich Ansip; 26 августа (9 сентября) 1909, Табивере, Дерптский уезд, Лифляндская губерния — 21 ноября 1941) — советский политический деятель, депутат Верховного Совета СССР 1-го созыва.

## Биография
До установления советской власти в Эстонии работал железнодорожным рабочим в Таллине.
В результате выборов 12 января 1941 года был избран депутатом Верховного Совета СССР 1-го созыва в Совет Национальностей от Харьюского восточного избирательного округа Эстонской ССР.
В июле 1941 года назначен комиссаром Таллинского железнодорожного истребительного батальона. В период немецко-фашистской оккупации оставался в Эстонии, был схвачен немцами и 21 ноября 1941 года повешен.

## Семья
Родители — Яан Ансип и Леэна Ансип (Этс). В семье помимо Генриха было два брата и две сестры. Брат-близнец Рудольф (1909—1942, погиб на фронте). Другой брат, Освальд (1901—1974), работал председателем колхоза, избирался депутатом Верховного Совета СССР 3-го созыва.
Супруга Лидия Саар-Мельникова, двое детей.
Некоторые источники сообщают, что Генрих Ансип приходится родственником премьер-министру Эстонии Андрусу Ансипу, однако серьёзных подтверждений этой информации нет.